# Slohokej liga 2010/11
Slohokej liga 2010/11 je druga sezona Slohokej lige, v kateri je sodelovalo deset klubov iz štirih držav. Naslov prvaka lige je osvojil HK Partizan, ki je v finalni seriji s 4:1 v zmagah premagal HS Olimpija, tretje mesto pa je osvojil HDK Maribor, ki je v seriji za tretje mesto premagal Team Zagreb.

## Sodelujoči klubu
| Klub              | Mesto     | Dvorana                     | Kapaciteta | Ustanovitev |
| ----------------- | --------- | --------------------------- | ---------- | ----------- |
| HD mladi Jesenice | Jesenice  | Dvorana Podmežakla          | 5.900      | 1999        |
| HS Olimpija       | Ljubljana | Hala Tivoli                 | 5.000      | 2004        |
| HDK Maribor       | Maribor   | Ledna Dvorana Tabor         | 3.000      | 1993        |
| HK Triglav        | Kranj     | Ledena dvorana Zlatno polje | 1.000      | 1968        |
| HDD Bled          | Bled      | Ledena dvorana Bled         | 1,000      | 2010        |
| HK MK Bled        | Bled      | Ledena dvorana Bled         | 1.000      | 2000        |
| HK Slavija        | Ljubljana | Dvorana Zalog               | 1.000      | 1964        |
| Team Zagreb       | Zagreb    | Dvorana Velesajam           | 1.000      | 2010        |
| HK Partizan       | Beograd   | Ledena dvorana Pionir       | 2.000      | 1946        |
| Junior Graz 99ers | Gradec    | Eisstadion Graz Liebenau    | 4.050      | 2009        |

## Redni del
| #   | Klub              | OT | Z  | ZPP | PPP | P  | DG  | PG  | KM  | Toč |
| --- | ----------------- | -- | -- | --- | --- | -- | --- | --- | --- | --- |
| 1.  | HS Olimpija       | 27 | 24 | 1   | 0   | 2  | 196 | 67  | 450 | 74  |
| 2.  | HK Partizan       | 27 | 22 | 2   | 0   | 3  | 141 | 50  | 602 | 70  |
| 3.  | HDK Maribor       | 27 | 15 | 2   | 2   | 8  | 91  | 68  | 445 | 51  |
| 4.  | HK Triglav Kranj  | 27 | 15 | 1   | 0   | 11 | 96  | 81  | 693 | 47  |
| 5.  | Team Zagreb       | 27 | 14 | 1   | 2   | 10 | 115 | 93  | 499 | 46  |
| 6.  | HD mladi Jesenice | 27 | 11 | 4   | 2   | 10 | 103 | 89  | 423 | 43  |
| 7.  | Junior Graz 99ers | 27 | 6  | 2   | 5   | 14 | 72  | 112 | 569 | 27  |
| 8.  | HDD Bled          | 27 | 6  | 1   | 4   | 16 | 89  | 137 | 703 | 24  |
| 9.  | HK Slavija        | 27 | 5  | 2   | 1   | 19 | 59  | 115 | 541 | 20  |
| 10. | HK MK Bled        | 27 | 1  | 0   | 0   | 26 | 56  | 205 | 606 | 3   |

## Končnica
|  | Četrtfinale | Četrtfinale       | Četrtfinale |             |                  | Polfinale   | Polfinale | Polfinale |                 |                 | Finale          | Finale          | Finale |
|  |             |                   |             |             |                  |             |           |           |                 |                 |                 |                 |        |
|  | 1           | HS Olimpija       | 807         |             |                  |             |           |           |                 |                 |                 |                 |        |
|  | 8           | HDD Bled          | 403         |             |                  |             |           |           |                 |                 |                 |                 |        |
|  | 8           | HDD Bled          | 403         |             | 1                | HS Olimpija | 1007      |           |                 |                 |                 |                 |        |
|  |             |                   |             |             | 1                | HS Olimpija | 1007      |           |                 |                 |                 |                 |        |
|  |             | 6                 | Team Zagreb | 04          |                  |             |           |           |                 |                 |                 |                 |        |
|  | 4           | 6                 | Team Zagreb | 04          | HK Triglav Kranj | 202         |           |           |                 |                 |                 |                 |        |
|  | 4           |                   |             |             | HK Triglav Kranj | 202         |           |           |                 |                 |                 |                 |        |
|  | 5           | Team Zagreb       | 303         |             |                  |             |           |           |                 |                 |                 |                 |        |
|  |             |                   |             |             |                  |             |           |           |                 |                 | 1               | HS Olimpija     | 302040 |
|  |             |                   | 4           | HK Partizan | 20100704         |             |           |           |                 |                 |                 |                 |        |
|  | 3           | HDK Maribor       | 103         |             |                  |             |           |           |                 |                 |                 |                 |        |
|  | 6           | HD mladi Jesenice | 101         |             |                  |             |           |           |                 |                 |                 |                 |        |
|  | 6           | HD mladi Jesenice | 101         |             | 4                | HDK Maribor | 10        |           | Za tretje mesto | Za tretje mesto | Za tretje mesto | Za tretje mesto |        |
|  |             |                   |             |             | 4                | HDK Maribor | 10        |           | Za tretje mesto | Za tretje mesto | Za tretje mesto | Za tretje mesto |        |
|  |             | 2                 | HK Partizan | 702         |                  |             |           |           |                 |                 |                 |                 |        |
|  | 2           | 2                 | HK Partizan | 702         | HK Partizan      | 505         |           | 4         | Team Zagreb     | 201             |                 |                 |        |
|  | 2           |                   |             |             | HK Partizan      | 505         |           | 4         | Team Zagreb     | 201             |                 |                 |        |
|  | 7           | Junior Graz 99ers | 01          |             |                  |             |           |           |                 |                 | 6               | HDK Maribor     | 403    |

### Četrtfinale
Napredoval je klub z boljšim rezultat iz dveh tekem.

#### HS Olimpija - HDD Bled
| 10. februar 2011 | HDD Bled | 4:8 | HS Olimpija | Ledena dvorana Bled, Bled |

| Poročilo tekme | Poročilo tekme | Poročilo tekme  | Poročilo tekme | Poročilo tekme |
| -------------- | -------------- | --------------- | -------------- | -------------- |
| Začetek: 18:00 |                | (1:3, 2:4, 1:1) |                |                |

| 12. februar 2011 | HS Olimpija | 7:3 | HDD Bled | Hala Tivoli, Ljubljana |

| Poročilo tekme | Poročilo tekme | Poročilo tekme  | Poročilo tekme | Poročilo tekme |
| -------------- | -------------- | --------------- | -------------- | -------------- |
| Začetek: 17:30 |                | (4:2, 3:0, 0:1) |                |                |

#### HK Partizan - Junior Graz 99ers
| 10. februar 2011 | Junior Graz 99ers | 0:5 | HK Partizan | Eisstadion Liebenau, Gradec |

| Poročilo tekme | Poročilo tekme | Poročilo tekme  | Poročilo tekme | Poročilo tekme |
| -------------- | -------------- | --------------- | -------------- | -------------- |
| Začetek: 19:00 |                | (0:1, 0:2, 0:2) |                |                |

| 12. februar 2011 | HK Partizan | 5:1 | Junior Graz 99ers | Ledena dvorana Pionir, Beograd |

| Poročilo tekme | Poročilo tekme | Poročilo tekme  | Poročilo tekme | Poročilo tekme |
| -------------- | -------------- | --------------- | -------------- | -------------- |
| Začetek: 18:00 |                | (2:1, 2:0, 1:0) |                |                |

#### HD mladi Jesenice - HDK Maribor
| 10. februar 2011 | HD mladi Jesenice | 1:1 | HDK Maribor | Dvorana Podmežakla, Ljubljana |

| Poročilo tekme | Poročilo tekme | Poročilo tekme  | Poročilo tekme | Poročilo tekme |
| -------------- | -------------- | --------------- | -------------- | -------------- |
| Začetek: 18:00 |                | (0:0, 0:1, 1:0) |                |                |

| 12. februar 2011 | HDK Maribor | 3:1 | HD mladi Jesenice | Ledna dvorana Tabor, Maribor |

| Poročilo tekme | Poročilo tekme | Poročilo tekme  | Poročilo tekme | Poročilo tekme |
| -------------- | -------------- | --------------- | -------------- | -------------- |
| Začetek: 19:00 |                | (1:0, 0:0, 2:1) |                |                |

#### Team Zagreb - HK Triglav Kranj
| 10. februar 2011 | Team Zagreb | 3:2 | HK Triglav Kranj | Dvorana Velesajam, Zagreb |

| Poročilo tekme | Poročilo tekme | Poročilo tekme  | Poročilo tekme | Poročilo tekme |
| -------------- | -------------- | --------------- | -------------- | -------------- |
| Začetek: 19:00 |                | (0:0, 2:0, 1:2) |                |                |

| 12. februar 2011 | HK Triglav Kranj | 2:3 | Team Zagreb | Arena Zlato polje, Kranj |

| Poročilo tekme | Poročilo tekme | Poročilo tekme  | Poročilo tekme | Poročilo tekme |
| -------------- | -------------- | --------------- | -------------- | -------------- |
| Začetek: 19:00 |                | (0:0, 2:1, 0:2) |                |                |

### Polfinale
Igralo se je na dve zmagi.

#### HS Olimpija - Team Zagreb
| 14. februar 2011 | HS Olimpija | 10:0 | Team Zagreb | Hala Tivoli, Ljubljana |

| Poročilo tekme | Poročilo tekme | Poročilo tekme  | Poročilo tekme | Poročilo tekme |
| -------------- | -------------- | --------------- | -------------- | -------------- |
| Začetek: 17:30 |                | (4:0, 3:0, 3:0) |                |                |

| 16. februar 2011 | Team Zagreb | 4:7 | HS Olimpija | Dvorana Velesajam, Zagreb |

| Poročilo tekme | Poročilo tekme | Poročilo tekme | Poročilo tekme | Poročilo tekme |
| -------------- | -------------- | -------------- | -------------- | -------------- |
| Začetek: 18:45 |                | (2:2,1:3,1:2)  |                |                |

#### HK Partizan - HDK Maribor
| 10. februar 2011 | HK Partizan | 7:1 | HDK Maribor | Ledena dvorana Pionir, Beograd |

| Poročilo tekme | Poročilo tekme | Poročilo tekme  | Poročilo tekme | Poročilo tekme |
| -------------- | -------------- | --------------- | -------------- | -------------- |
| Začetek: 18:00 |                | (3:0, 1:1, 3:0) |                |                |

| 12. februar 2011 | HDK Maribor | 0:2 | HK Partizan | Ledna dvorana Tabor, Maribor |

| Poročilo tekme | Poročilo tekme | Poročilo tekme  | Poročilo tekme | Poročilo tekme |
| -------------- | -------------- | --------------- | -------------- | -------------- |
| Začetek: 19:00 |                | (0:0, 0:1, 0:1) |                |                |

### Za tretje mesto
Igralo se je na dve zmagi.
| 22. februar 2011 | HDK Maribor | 4:2 | Team Zagreb | Ledna dvorana Tabor, Maribor |

| Poročilo tekme | Poročilo tekme | Poročilo tekme  | Poročilo tekme | Poročilo tekme |
| -------------- | -------------- | --------------- | -------------- | -------------- |
| Začetek: 19:00 |                | (1:1, 1:1, 2:0) |                |                |

| 25. februar 2011 | Team Zagreb | 1:3 | HDK Maribor | Dvorana Velesajam, Zagreb |

| Poročilo tekme | Poročilo tekme | Poročilo tekme | Poročilo tekme | Poročilo tekme |
| -------------- | -------------- | -------------- | -------------- | -------------- |
| Začetek: 16:00 |                | (0:0,0:0,1:3)  |                |                |

### Finale
Igralo se je na tri zmage, * - po podaljšku
| 22. februar 2011 | HS Olimpija | 3:2* | HK Partizan | Hala Tivoli, Ljubljana |

| Poročilo tekme | Poročilo tekme                                                                      | Poročilo tekme       | Poročilo tekme                                            | Poročilo tekme |
| -------------- | ----------------------------------------------------------------------------------- | -------------------- | --------------------------------------------------------- | -------------- |
| Začetek: 18:45 | (Ograjenšek, Jan) Bašič 18 (Bašič, Jan) Ograjenšek 20 (Ograjenšek, Jan) Sodržnik 61 | (2:0, 0:1, 0:1, 1:0) | 36 Sretović (Milovanović) 49 Terlikar (Oullet, Kovačević) | Gledalci: 150  |

| 25. februar 2011 | HK Partizan | 10:2 | HS Olimpija | Ledena dvorana Pionir, Beograd |

| Poročilo tekme | Poročilo tekme | Poročilo tekme  | Poročilo tekme                                            | Poročilo tekme |
| -------------- | --- | --------------- | --------------------------------------------------------- | -------------- |
| Začetek: 19:30 | (Gabrić, Sretović) Milovanović 11 (Terlikar) Milovanović 14 (Kovačević, Vučurević) Terlikar 17 (Gabrić, Sotlar) Sretović 19 (Gabrić) Lukač 40 (Milovanović) Terlikar 45 (Babić) Ristić 46 (Milovanović, Ristić) Vučurević 47 (Oullet) Gabrić 55 (Pavličko, Raković) Vučurević 60 | (4:1, 1:1, 5:0) | 8 Bašič (Ograjenšek, Jan) 30 Sodržnik (Bašič, Ograjenšek) | Gledalci: 750  |

| 28. februar 2011 | HS Olimpija | 4:7 | HK Partizan | Hala Tivoli, Ljubljana |

| Poročilo tekme | Poročilo tekme                                                                                    | Poročilo tekme  | Poročilo tekme | Poročilo tekme |
| -------------- | ------------------------------------------------------------------------------------------------- | --------------- | --- | -------------- |
| Začetek: 18:00 | (Sodržnik, Snoj) Bašič 27 (Bašič) Jan 28 (Jan, Sodržnik) Ograjenšek 34 (Jan, Bašič) Ograjenšek 47 | (0:1, 3:3, 1:3) | 19 Kovačević (Lukač, Sretović) 22 Kovačević (Vučurević) 31 Kovačević (Milovanović) 39 Milovanović (Sretović, Gabrić) 45 Sretović (Gabrić) 49 Kovačević (Terlikar) 52 Gabrić (Sretović, Milovanović) | Gledalci: 200  |

| 2. marec 2011 | HK Partizan | 4:0 | HS Olimpija | Ledena dvorana Pionir, Beograd |

| Poročilo tekme | Poročilo tekme                                                                                            | Poročilo tekme | Poročilo tekme | Poročilo tekme |
| -------------- | --- | -------------- | -------------- | -------------- |
| Začetek: 18:00 | (Terlikar) Kovačević 25 (Tumbas, Terlikar) Vučurević 29 (Milovanović) Sretović 48 (Terlikar) Kovačević 59 | (0:0,2:0,2:0)  |                | Gledalci: 1700 |

## Statistika

### Najboljši strelci
| Poz | Igralec           | Klub        | OT | G  | A  | TOČ | GIV | GIM | KM |
| --- | ----------------- | ----------- | -- | -- | -- | --- | --- | --- | -- |
| 1   | Ken Ograjenšek    | HS Olimpija | 35 | 26 | 68 | 94  | 5   | 4   | 24 |
| 2   | Ivo Jan           | HS Olimpija | 32 | 40 | 46 | 86  | 11  | 0   | 60 |
| 3   | Luka Bašič        | HS Olimpija | 35 | 40 | 29 | 69  | 16  | 1   | 20 |
| 4   | Marko Kovačević   | HK Partizan | 34 | 28 | 25 | 53  | 9   | 2   | 26 |
| 5   | Klemen Sodržnik   | HS Olimpija | 35 | 20 | 32 | 52  | 9   | 0   | 32 |
| 6   | Dejan Žemva       | HDK Maribor | 33 | 13 | 34 | 47  | 4   | 3   | 18 |
| 7   | Anže Terlikar     | HK Partizan | 34 | 15 | 31 | 46  | 6   | 2   | 35 |
| 8   | Nemanja Vučurević | HK Partizan | 34 | 23 | 22 | 45  | 5   | 1   | 30 |
| 9   | Marko Milovanović | HK Partizan | 32 | 24 | 14 | 38  | 5   | 4   | 44 |
| 10  | Gregor Režek      | HS Olimpija | 35 | 17 | 21 | 38  | 4   | 0   | 28 |

### Najboljši vratarji
Upoštevani so vratarji, ki so skupno branili vsaj 500 minut.
| Poz | Igralec           | Klub              | OT | OMIN | PG  | PGT  | SG  | OS  | %OS   | KM | GIV | GIM |
| --- | ----------------- | ----------------- | -- | ---- | --- | ---- | --- | --- | ----- | -- | --- | --- |
| 1   | John Murray       | HK Partizan       | 32 | 1905 | 60  | 1,88 | 926 | 866 | 93,52 | 14 | 25  | 1   |
| 2   | Jure Verlič       | HDK Maribor       | 22 | 1282 | 45  | 2,10 | 633 | 588 | 92,89 | 2  | 10  | 1   |
| 3   | Uroš Puš          | HDK Maribor       | 11 | 710  | 36  | 3,04 | 386 | 350 | 90,67 | 0  | 12  | 2   |
| 4   | Jernej Čerin      | HS Olimpija       | 34 | 1926 | 88  | 2,74 | 919 | 831 | 90,42 | 2  | 22  | 9   |
| 5   | Jure Pavlič       | HD mladi Jesenice | 19 | 1089 | 54  | 2,97 | 562 | 508 | 90,39 | 4  | 10  | 2   |
| 6   | Vanja Belić       | Team Zagreb       | 16 | 954  | 48  | 3,01 | 491 | 443 | 90.22 | 0  | 15  | 0   |
| 7   | Anže Ulčar        | HK Triglav Kranj  | 22 | 1279 | 67  | 3,14 | 681 | 614 | 90,16 | 10 | 24  | 4   |
| 8   | Oliver Zirngast   | Junior Graz 99ers | 22 | 1322 | 91  | 4,12 | 846 | 755 | 89,24 | 16 | 21  | 3   |
| 9   | Mitja Kaimel      | HDD Bled          | 27 | 1552 | 123 | 4,75 | 997 | 874 | 87,66 | 16 | 40  | 3   |
| 10  | Aleksander Petrov | HD mladi Jesenice | 12 | 669  | 38  | 3,40 | 303 | 265 | 87,46 | 0  | 7   | 0   |